# Abdullah ad-Dusari
Abdullah Dschumʿan ad-Dusari (arabisch عبدالله جمعان الدوسري, DMG ʿAbdullāh Ǧumʿān ad-Dūsarī, nach englischer Umschrift Abdullah Jumaan Al-Dosari; * 10. November 1977) ist ein saudischer Fußballspieler.
Die meiste Zeit seiner Karriere spielte er bei al-Hilal. 
Er spielte auch für die saudi-arabische Fußballnationalmannschaft und war Teilnehmer der Fußball-Weltmeisterschaft 2002.
| Personendaten    | Personendaten |
| ---------------- | --- |
| NAME             | Dusari, Abdullah ad- |
| ALTERNATIVNAMEN  | ad-Dusari, Abdullah Dschumʿan (vollständiger Name); عبدالله جمعان الدوسري (arabisch); Al-Dosari, Abdullah Jumaan (englisch) |
| KURZBESCHREIBUNG | saudi-arabischer Fußballspieler                                                                                             |
| GEBURTSDATUM     | 10. November 1977 |